# قطعنامه ۹۷۱ شورای امنیت
قطعنامه ۹۷۱ شورای امنیت سازمان ملل متحد که در تاریخ ۱۲ ژانویه ۱۹۹۵ تصویب شد، سندی بین‌المللی دربارهٔ آبخاز، گرجستان است. این قطعنامه طی نشست ۳۴۸۸ام با ۱۵ رای موافق، ۰ مخالف و ۰ ممتنع تصویب شد.